# تمین (استرالیای غربی)
تمین (به انگلیسی: Tammin) یک شهرک در استرالیا است که در استرالیای غربی واقع شده‌است.